# The Platinum Collection (álbum de Scorpions)
The Platinum Collection es una caja recopilatoria de la banda alemana de hard rock y heavy metal Scorpions, publicado en 2006 por EMI Music. Contiene tres discos compactos que recorren la historia de la banda desde In Trance de 1975 hasta Unbreakable de 2004. Es la segunda edición de este tipo, después de Box of Scorpions de 2004. A diferencia de aquella caja, The Platinum Collection no cubre toda la discografía de la banda, ya que deja afuera a sus dos primeros álbumes, Lonesome Crow (1972) y Fly to the Rainbow (1974). A pesar de ello, recibió una recepción comercial mayor, puesto que ingresó en las listas de música de varios países europeos.
Los discos están ordenados de la siguiente manera:
- Disco 1: 1975 a 1982
- Disco 2: 1982 a 1993
- Disco 3: 1996 a 2004

## Recepción comercial
Una vez que salió al mercado, logró diversas posiciones en las listas musicales de Europa. En Francia, en la semana del 27 de enero de 2006 debutó en el puesto 5 en la lista nacional y reingresó en abril del mismo año en la casilla 166. Hasta 2018, la empresa frances Infodisc estimó sus ventas en ese país en 27 800 unidades, sin tener en cuenta streaming. Tanto en Finlandia como en Grecia alcanzó el puesto 7 en sus respectivos recuentos. En Portugal logró el puesto 25, en España el 78, en Italia el 79 y en Bélgica el 92.

## Lista de canciones

### Disco uno
| N.º | Título                     | Escritor(es)              | Duración |  |
| 1.  | «In Trance»                | Schenker, Meine           | 4:41     |  |
| 2.  | «Crying Days»              | Schenker, Meine           | 4:37     |  |
| 3.  | «Pictured Life»            | Schenker, Meine           | 3:22     |  |
| 4.  | «He's a Woman She's a Man» | Schenker, Meine, Rarebell | 3:14     |  |
| 5.  | «Coast to Coast»           | Schenker                  | 4:41     |  |
| 6.  | «Lovedrive»                | Schenker, Meine           | 4:50     |  |
| 7.  | «Is There Anybody There?»  | Schenker, Meine, Rarebell | 4:19     |  |
| 8.  | «Holiday»                  | Schenker, Meine           | 6:30     |  |
| 9.  | «Another Piece of Meat»    | Schenker, Rarebell        | 3:33     |  |
| 10. | «Make It Real»             | Schenker, Rarebell        | 3:50     |  |
| 11. | «The Zoo»                  | Schenker, Meine           | 5:29     |  |
| 12. | «Hey You»                  | Schenker, Meine, Rarebell | 3:46     |  |
| 13. | «Blackout»                 | Schenker, Meine, Rarebell | 3:49     |  |
| 14. | «Can't Live Without You»   | Schenker, Meine           | 3:45     |  |
| 15. | «Now!»                     | Schenker, Meine, Rarebell | 2:33     |  |
| 16. | «Dynamite»                 | Schenker, Meine, Rarebell | 4:12     |  |

### Disco dos
| N.º | Título                      | Escritor(es)              | Duración |  |
| 1.  | «No One Like You»           | Schenker, Meine           | 3:55     |  |
| 2.  | «Bad Boys Running Wild»     | Schenker, Meine, Rarebell | 3:55     |  |
| 3.  | «Still Loving You»          | Schenker, Meine           | 6:09     |  |
| 4.  | «Big City Nights»           | Schenker, Meine           | 4:08     |  |
| 5.  | «Rock You Like a Hurricane» | Schenker, Meine, Rarebell | 4:12     |  |
| 6.  | «Coming Home»               | Schenker, Meine           | 4:59     |  |
| 7.  | «Rhythm of Love»            | Schenker, Meine           | 3:48     |  |
| 8.  | «Believe In Love»           | Schenker, Meine           | 4:49     |  |
| 9.  | «Passion Rules the Game»    | Schenker, Meine           | 3:59     |  |
| 10. | «I Can't Explain»           | Pete Townshend            | 3:21     |  |
| 11. | «Living for Tomorrow»       | Schenker, Meine           | 7:13     |  |
| 12. | «Wind of Change»            | Meine                     | 5:12     |  |
| 13. | «Send Me an Angel»          | Schenker, Meine           | 4:32     |  |
| 14. | «Alien Nation»              | Schenker, Meine           | 5:43     |  |
| 15. | «No Pain No Gain»           | Schenker, Meine, Hudson   | 3:53     |  |
| 16. | «Under the Same Sun»        | Meine, Fairbairn, Hudson  | 4:52     |  |

### Disco tres
| N.º | Título                                         | Escritor(es)                        | Duración |  |
| 1.  | «You and I» (versión álbum)                    | Meine                               | 6:14     |  |
| 2.  | «Does Anyone Know»                             | Meine                               | 5:56     |  |
| 3.  | «Wild Child»                                   | Schenker, Meine                     | 4:15     |  |
| 4.  | «Where the River Flows»                        | Schenker, Meine                     | 4:10     |  |
| 5.  | «Edge of Time»                                 | Schenker, Meine                     | 4:17     |  |
| 6.  | «When You Came Into my Life» (nueva versión)   | Schenker, Meine, Sundah, Titiek     | 4:26     |  |
| 7.  | «A Moment in a Million Years»                  | Meine                               | 3:39     |  |
| 8.  | «10 Light Years Away»                          | Schenker, Meine, Frederiksen, Jones | 3:53     |  |
| 9.  | «Eye to Eye»                                   | Schenker, Meine                     | 5:05     |  |
| 10. | «Mysterious»                                   | Meine, Rieckermann, Byron, Jabs     | 5:28     |  |
| 11. | «Aleyah»                                       | Schenker, Meine                     | 4:20     |  |
| 12. | «Moment of Glory»                              | Meine                               | 5:07     |  |
| 13. | «Here in my Heart»                             | Warren                              | 4:18     |  |
| 14. | «When Love Kills Love»                         | Schenker, Meine                     | 3:40     |  |
| 15. | «Deep and Dark»                                | Meine, Jabs                         | 3:39     |  |
| 16. | «Remember the Good Times» (retro garage remix) | Schenker, Meine, Bazillian          | 4:23     |  |

## Posicionamiento en listas semanales
| País      | Lista (2006)            | Posición |
| --------- | ----------------------- | -------- |
| Bélgica   | Ultratop                | 92       |
| España    | Top 100 Álbumes         | 78       |
| Finlandia | Suomen virallinen lista | 7        |
| Francia   | French Albums Chart     | 5        |
| Grecia    | Top 75 Albums           | 7        |
| Italia    | Top 100 Artisti         | 79       |
| Portugal  | AFP Charts              | 25       |